# Потерпілий
Потерпілий — у кримінальному провадженні фізична особа, якій кримінальним правопорушенням завдано моральної, фізичної або майнової шкоди, а також юридична особа, якій кримінальним правопорушенням завдано майнової шкоди.

## Права і обов'язки потерпілого
Потерпілому вручається пам'ятка про його процесуальні права і обов'язки.

### Права потерпілого
1. бути повідомленим про свої права та обов'язки;
2. знати сутність підозри та обвинувачення, бути повідомленим про обрання, зміну чи скасування щодо підозрюваного, обвинуваченого заходів забезпечення кримінального провадження та закінчення досудового розслідування;
3. подавати докази слідчому, прокурору, слідчому судді, суду;
4. заявляти відводи та клопотання;
5. за наявності відповідних підстав — на забезпечення безпеки щодо себе, близьких родичів чи членів своєї сім'ї, майна та житла;
6. давати пояснення, показання або відмовитися їх давати;
7. оскаржувати рішення, дії чи бездіяльність слідчого, прокурора, слідчого судді;
8. мати представника та в будь-який момент кримінального провадження відмовитися від його послуг;
9. давати пояснення, показання рідною або іншою мовою, якою він вільно володіє, безоплатно за рахунок держави користуватися послугами перекладача в разі, якщо він не володіє державною мовою чи мовою, якою ведеться кримінальне провадження;
10. на відшкодування завданої кримінальним правопорушенням шкоди в порядку, передбаченому законом;
11. знайомитися з матеріалами, які безпосередньо стосуються вчиненого щодо нього кримінального правопорушення, в тому числі після відкриття матеріалів, а також знайомитися з матеріалами кримінального провадження, які безпосередньо стосуються вчиненого щодо нього кримінального правопорушення, у випадку закриття цього провадження;
12. застосовувати технічні засоби при проведенні процесуальних дій, в яких він бере участь. Слідчий, прокурор, слідчий суддя, суд вправі заборонити потерпілому застосовувати технічні засоби при проведенні окремої процесуальної дії чи на певній стадії кримінального провадження з метою нерозголошення даних, які містять таємницю, що охороняється законом чи стосується інтимних сторін життя людини, про що виноситься (постановляється) вмотивована постанова (ухвала);
13. на негайне прийняття і реєстрацію заяви про кримінальне правопорушення, визнання його потерпілим;
14. отримувати від уповноваженого органу, до якого він подав заяву, документ, що підтверджує її прийняття і реєстрацію;
15. подавати докази на підтвердження своєї заяви;
16. брати участь у слідчих (розшукових) та інших процесуальних діях, під час проведення яких ставити запитання, подавати свої зауваження та заперечення щодо порядку проведення дій, що заносяться до протоколу, а також знайомитися з протоколами слідчих (розшукових) та інших процесуальних дій, виконаних за його участю;
17. бути завчасно поінформованим про час і місце судового розгляду;
18. підтримувати обвинувачення в суді у випадку відмови прокурора від підтримання державного обвинувачення;
19. знайомитися з судовими рішеннями, журналом судового засідання і технічним записом кримінального провадження в суді.

### Гарантії прав потерпілого на матеріальне відшкодуввання (компенсацію)
Гарантії поновлення порушених прав потерпілого шляхом компенсації заподіяно шкоди передбачені у статтв 127 КПК.
1. Підозрюваний, обвинувачений, а також за його згодою будь-яка інша фізична чи юридична особа має право на будь-якій стадії кримінального провадження відшкодувати шкоду, завдану потерпілому, територіальній громаді, державі внаслідок кримінального правопорушення.
2. Шкода, завдана кримінальним правопорушенням або іншим суспільно небезпечним діянням, може бути стягнута судовим рішенням за результатами розгляду цивільного позову в кримінальному провадженні.
3. Шкода, завдана потерпілому внаслідок кримінального правопорушення, компенсується йому за рахунок Державного бюджету України у випадках та в порядку, передбачених законом.

### Обов'язки потерпілого
1. прибути за викликом до слідчого, прокурора, слідчого судді, суду, а у випадку неможливості своєчасного прибуття — завчасно повідомити про це, а також про причини неможливості прибуття;
2. не перешкоджати встановленню обставин вчинення кримінального правопорушення;
3. не розголошувати без дозволу слідчого, прокурора, суду відомості, які стали йому відомі у зв'язку з участю у кримінальному провадженні і які становлять охоронювану законом таємницю.

### Наслідки неприбуття потерпілого на виклик
Якщо потерпілий, який був викликаний (зокрема, наявне підтвердження отримання ним повістки про виклик або ознайомлення з її змістом іншим шляхом), не з'явився без поважних причин або не повідомив про причини свого неприбуття, на нього накладається грошове стягнення у розмірі від 0,5 до 2 розмірів мінімальної заробітної плати — у випадку неприбуття на виклик слідчого судді, суду.

## Набуття процесуального статусу потерпілого
Права і обов'язки потерпілого виникають в особи з моменту подання заяви про вчинення щодо неї кримінального правопорушення або заяви про залучення її до провадження як потерпілого.
Якщо внаслідок кримінального правопорушення настала смерть особи або особа перебуває у стані, який унеможливлює подання нею відповідної заяви, статус поширюються на близьких родичів чи членів сім'ї такої особи. Потерпілим визнається одна особа з числа близьких родичів чи членів сім'ї, яка подала заяву про залучення її до провадження як потерпілого, а за відповідним клопотанням — потерпілими може бути визнано кілька осіб.